# Nicky Barr

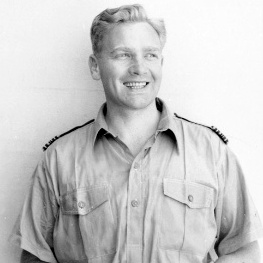
Nicky Barr, cirka 1943.

Andrew William "Nicky" Barr, född 10 december 1915 i Wellington, Nya Zeeland, död 12 juni 2006 i Gold Coast, Australien, var en medlem av det australiska landslaget i rugby union och blev ett flygaräss i australiska flygvapnet (RAAF) under andra världskriget. Han krediterades med tolv luftsegrar, alla med en Curtiss P-40-jaktflygplan. 
Barr föddes i Nya Zeeland men växte upp i Victoria och representerade delstaten i rugby första gången 1936. Han utsågs att spela för Australien mot Storbritannien 1939 och hade precis anlänt till England när turnén avbröts vid krigsutbrottet. Han anslöt sig till RAAF 1940 och posterades i Nordafrika med No. 3 Squadron i september 1941. Som skvadronen bästa flygaress genomförde han sina tre första segrar i en P-40D Tomahawk och resten i en P-40E Kittyhawk.
Barrs framgångar som stridspilot gav honom Distinguished Flying Cross. Strax efter att ha tagit befälet över No. 3 Squadron i maj 1942 blev han nedskjuten och tillfångatagen av axelmakterna och spärrades in i Italien. Han flydde och hjälpte andra allierade rymlingar i säkerhet. För dessa insatser erhöll han Military Cross, en sällsynt ära för en RAAF-pilot. Han återvände till England och stred under invasionen av Normandie i juni 1944 innan han återvände till Australien som huvudinstruktör för No. 2 Operational Training Unit. Efter kriget blev han en företagsledare och återvände till RAAF som aktiv reservofficer mellan 1951 och 1953. Från tidigt 1960-tal var han mycket engagerad i oljefröbranschen för vilket han utsågs till Officer av Brittiska imperieorden 1983. Han dog år 2006, 90 år gammal.